# 下關戰爭
下關戰爭是日本幕末時代發生的一場戰爭。古時稱馬關戰爭。
自美國強迫幕府開埠後，愛國主義團體組成「攘夷志士」與長州藩等保守派不滿洋人被允許來日本，在強烈民族主義驅使下決定開始擅自攘夷起義，對行經的外籍商船發動攻擊，和英國、荷蘭、法國、美國等商船船隊爆發衝突，最終西方人派遣四國聯軍馳援，展開反擊。最終在見識到列強船堅砲利技術之下日本戰敗，也讓排外的保守派改觀，刺激長州藩大轉變為學習洋人，之後進一步加入倒幕，日本從此走向開國、全盤西化。

## 概述
戰事主要分為兩個部分：
- 前段戰：1863年五月（舊曆），為了驅逐洋人，開始實行攘夷的長州藩封鎖馬關海峽（今關門海峽），並砲擊航行中的美法商船。六月時美法展開報復，攻擊馬關海峽內的長州軍艦、砲台。砲擊後，長州修復砲台，並佔領對岸小倉藩的一部分，建立砲台，繼續封鎖海峽。

- 後段戰：1864年七月，受到海峽封鎖而經濟損失慘重的英國，決定報復長州藩。荷、美、英、法組成17艘船的聯合艦隊。在同年的八月五日至七日砲擊馬關（今下關市）。

受到歐美聯軍慘重打擊的長州藩立即轉換政策，將賠償歐美諸國的責任轉嫁給德川幕府並與西方和好，後更積極引進西方的新技術與新軍備、訓練現代化軍隊，實力遠勝其他藩；加上其倒幕路線，引發了第一次長州征討。

## 背景
嘉永6年（1853年），培利提督率領美國艦隊自浦賀港入航，迫使幕府開國，翌年安政元年（1854年），幕府簽訂美日親善條約（黑船來航）。安政5年（1858年），在美國的強烈要求下，幕府在未得朝廷勅許的情況下，締結了美日修好通商條約，也與荷蘭、沙俄、英國、法國等國簽訂了相同的條約，幕府的鎖國體制至此完全崩解。
由於貿易急速擴張造成國內經濟混亂與政局不安，批判幕府開國政策的攘夷派便趁勢而起。京都的朝廷對開國政策大表反對，特別是孝明天皇對外國人極為嫌惡。因此，對幕府心懷不滿的攘夷派公卿們便集結起來。面對此一局勢，幕府大老井伊直弼採取鎮壓政策應付（安政大獄），本人卻在萬延元年（1860年）被水戶藩、薩摩藩脱藩的浪人暗殺成功（櫻田門之變）。由於此次事變，幕府的威信大大地受到動搖。與此同時，攘夷派發起殺傷外國人的事件時有耳聞，各國因此輪番向幕府要求巨額的賠償金。
當時，在後來成為倒幕中心勢力的長州藩內，以長井雅樂所著「航海遠略策」中所述公武合体論作為該藩政策（藩論）的代表，然而在文久2年（1862年）長井失勢後，以中下級藩士為中心的尊王攘夷論成為藩論。長州藩士與朝廷中的攘夷派公卿結合，掌握了京都政局的主導權。
同年九月，朝廷派遣勅使前往江戶，迫使幕府實行攘夷。隔年（1863年）三月、征夷大將軍德川家茂前赴京都。朝廷除了沿舊例委任其政務外，同時也表明了攘夷的意旨，幕府方面無可迴避，只好上奏將於五月十日進行攘夷，並同時宣達給各藩知悉。攘夷行動前一天的五月九日，幕府又為在薩摩藩發生的英國人遇害事件（生麥事件），向英國支付了44萬美元的賠償金。然而，攘夷的行動無異於將與各國發生戰爭，最後還是無法實行。

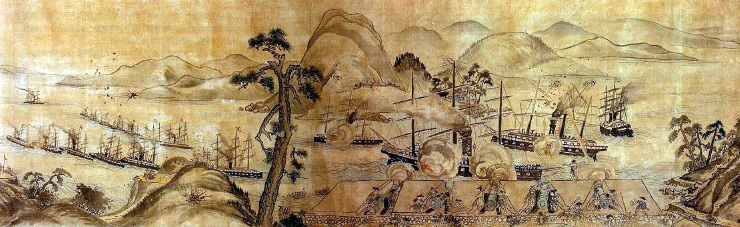
「馬關戰爭圖」（部分），藤島常興繪，下關市市立長府博物館收藏

## 長州藩決定攘夷
攘夷運動中心是在長州藩日本海及瀨戶內海要衝下關海峽集結及整備砲台，藩兵及浪士隊總共兵1000程、帆走軍艦2艘（丙辰丸、庚申丸）、蒸氣軍艦2艘（壬戊丸、癸亥丸），全部配備由英製商船的砲彈。採取封鎖海峽。
攘夷期間是5月10日，長州藩發現美國商船Pembroke號在田之浦海峽停泊。總奉行毛利能登猶豫不決，久坂玄瑞等人為首的強硬派主張攻擊。他們使用海岸砲台及庚申丸、癸亥丸進行砲擊，預計日本不會發動攻擊的Pembroke號向周防彎離開戰場。首次擊退外國船的長州藩看起來有點驕傲。

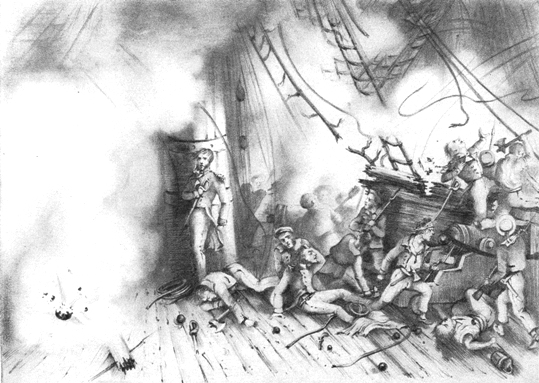
法國通報艦Kien-Chang号受到損傷

23日、長府藩（長州藩支藩）的物見發現法國通報艦Kien-Chang號從橫濱前往長崎期間在長府海峽停留。長州藩待命準備攻擊、當Kien-Chang号進入海峡範圍後對其加以砲擊，Kien-Chang受到損害。Kien-Chang号準備砲開火還擊、事情還未搞清楚（他們仍未知道Pembroke号被攻擊的事件），為了交涉，他們讓文官登陸，但是藩兵繼續攻擊，文官受傷以及4名水兵陣亡。Kien-Chang号迅速地離開海峽，庚申丸、癸亥丸繼續追擊、Kien-Chang号受到傷害，第二天逃往長崎。
26日荷蘭所屬東洋艦隊的Medusa号由長崎前往橫濱一帶的海峽。荷蘭與日本保持長時間友好關係，但是長州藩構成的砲台開始攻擊，癸亥丸進行近身砲擊戰。長州藩與Medusa号交戰約1小時，有4名船員陣亡，船身因受到嚴重傷害向周防灘逃走。

## 美法艦隊的報復
此時美國發生內戰，軍艦懷俄明號（砲6門）追擊南軍襲擊艦亞拉巴馬号被派到亞州，美國公使要求讓他們進入港口。知道美國商船Pembroke号被攻擊一事的David McDougal艦長進行報復攻擊，在橫濱啟航。

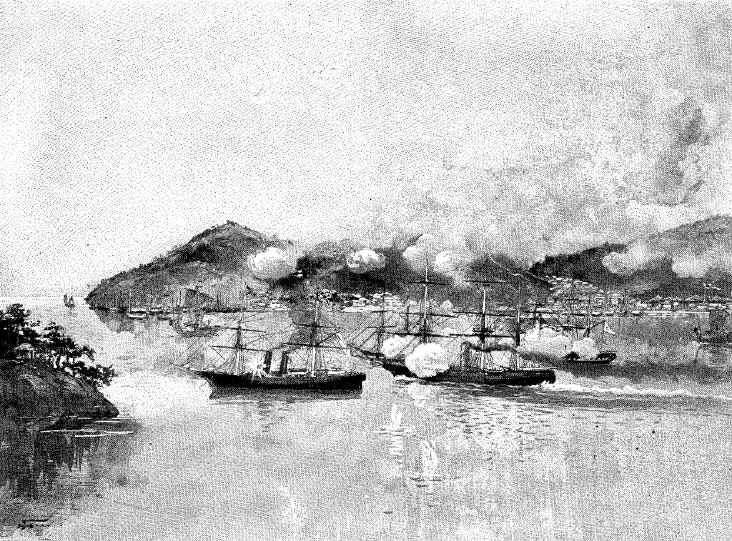
美軍懷俄明號攻擊下關

6月1日懷俄明號進入下關海峽。跟以前的船不一樣，懷俄明號在砲台射程範圍以外航行。在下關港內停泊的庚申丸、壬戊丸及癸亥丸發現，懷俄明號對壬戊丸加以砲擊。壬戊丸逃走但是機動性不夠懷俄明號，因而被擊沉。為救援壬戊丸，庚申丸、癸亥丸支援，不過懷俄明號攻使擊沉了庚申丸，癸亥丸則損毀嚴重。懷俄明號成功報復後，由瀨戶內海返回橫濱。
戰力不高長州海軍遭到懷俄明號的砲擊，對藩屬砲台傷害不少。

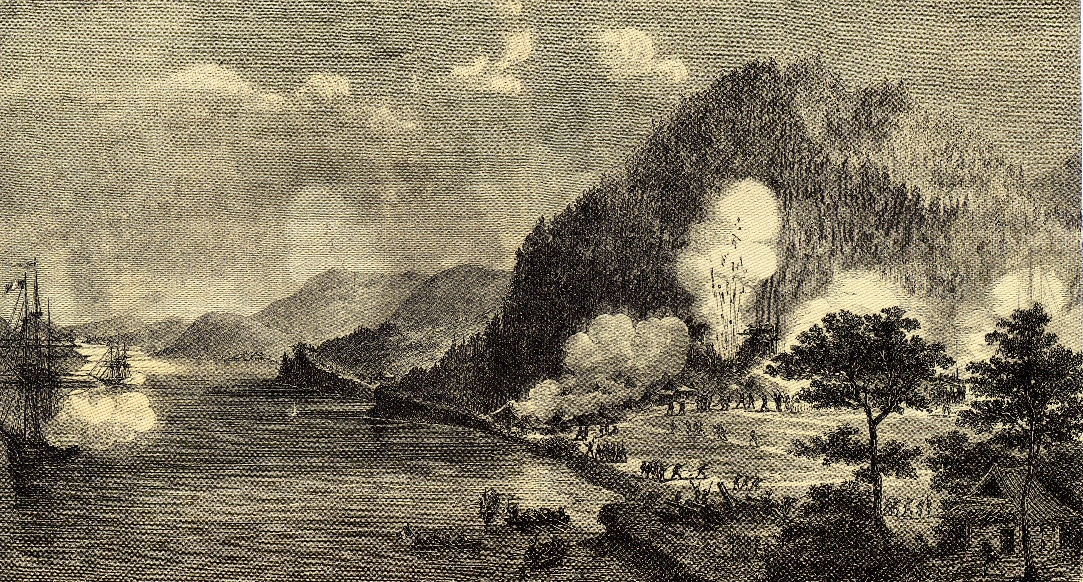
法國艦隊報復攻擊

6月5日、法國東洋艦隊Benjamin Jaurès准将率領Semiramis号（砲36門）及Theodor号（砲6門）進入海峽執行報復攻擊。Semiramis号是一艘擁有砲36門大砲大型艦，對前田及壇ノ浦的砲台加以砲擊使其不能運作，陸戰隊佔領砲台。長州藩兵不敵，法軍放火燒毀民居，將砲台破壞。並砲擊阻止長州藩救援部隊前進，這時候陸戰隊被撤回，法國艦隊返回橫濱。
美法艦隊的攻擊導致長州藩重創，使藩士見識歐美的軍事實力。因此長州藩對士分以外農民、町人徵召大量士兵。此時高杉晉作以下級武士、農民、町人組成奇兵隊。還組成膺懲隊、八幡隊、遊擊隊等隊伍。長州藩加強砲台武裝顯出強硬的姿態。

## 京都政變與長州藩的孤立

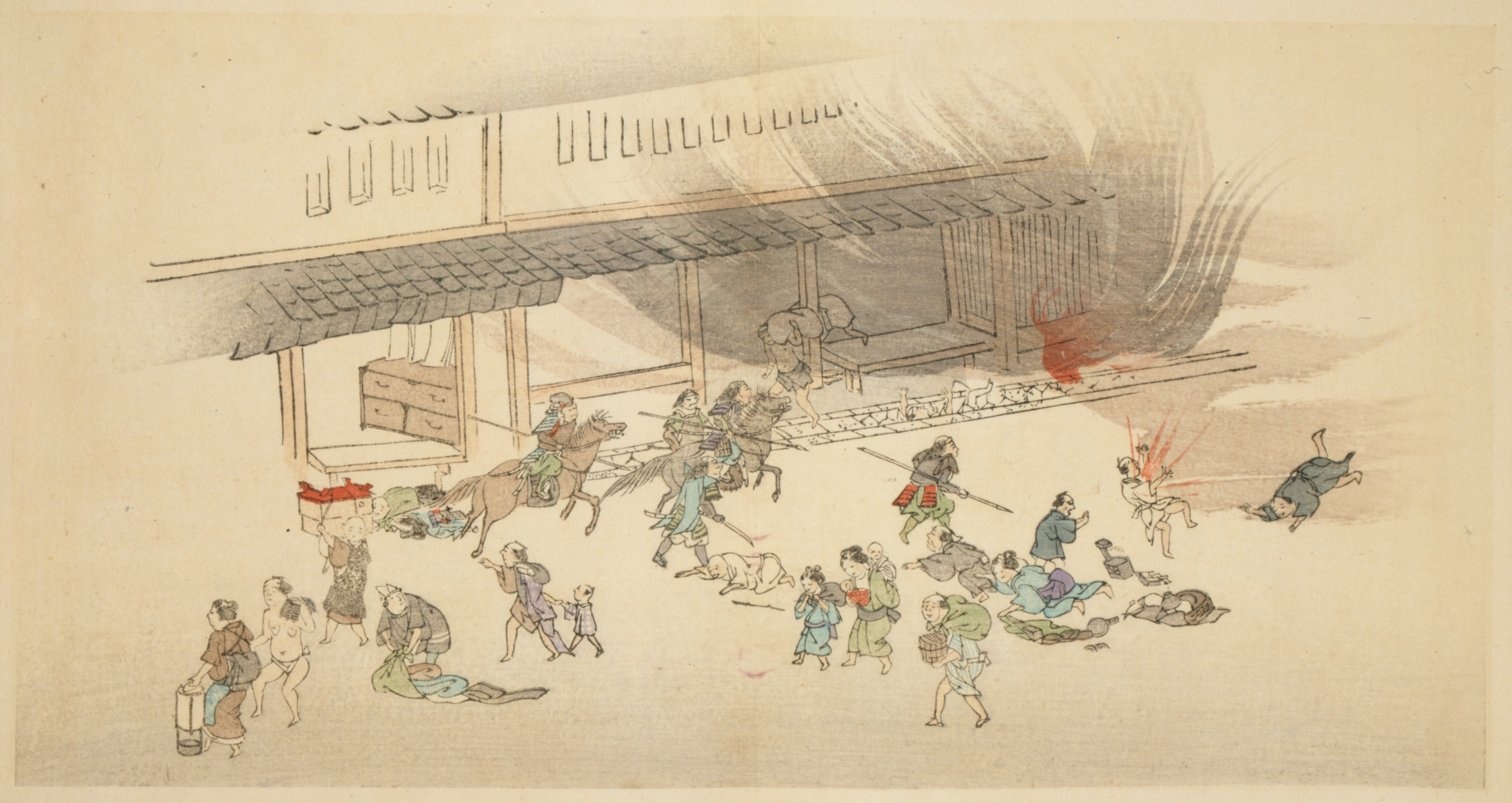
禁門之變

因生麥事件要求處罰罪犯的英軍艦隊入侵鹿兒島灣，薩摩藩並無理會，並與英軍交戰。薩摩藩被強大的英軍火力壓倒，損失重大。這使得薩摩藩瞭解不可能攘夷，轉而與英軍簽署和約和增強軍備（薩英戰爭）。
8月13日、三條實美等攘夷派公卿，當孝明天皇參拜神武天皇陵墓下了一道詔書（大和行幸）。大和国的天誅組舉兵支持（天誅組之變）。京都政局由支持攘夷的長州藩控制了主導權、在18日薩摩藩與京都守護職的会津藩合作舉行政變，使攘夷派公卿失勢，長州藩被迫離開京都（八月十八日政變）。幕府大舉反擊，天誅組遭附近的藩領討伐而停止活動。
長州藩為首的攘夷派離開了京都、志士們繼續潛伊。元治元年（1864年）6月在池田屋事件中，攘夷派志士大多數被捕獲和殺死。7月被孤立的長州藩以「藩主冤罪向帝申訴」的名義出兵到京都，試圖打開新的局面。長州軍試圖強行入京，結果被以会津、薩摩及桑名為首的幕府大軍擊敗（禁門之變）。

## 外交
1864年，長州藩仍維持攘夷，其他船隻無法在下關海峽移動。這對於到日本貿易的外國人感到不滿。在亞洲最具戰鬥力是英國，对日貿易取得盈餘、海峡封鎖對英國商船沒有直接受到傷害、英国對出兵支付高的軍費顯得消極，對下關海峽封鎖問題採取靜觀態度。
駐日公使阿禮國對於下關海峽的封鎖導致長崎港癱瘓的問題感到重視，恐怕長州藩繼續攘夷使幕府的開國政策開倒頭車。
為了警告日本人不能向「文明国」攘夷阿禮國表示行使武力，向長州藩作出懲罰攻擊。阿禮國的方針獲得法國、荷蘭及美國的同意，4月以四國聯合軍身份行使武力。阿禮國發送向下關攻擊的書狀。但是外交部送給日本訓示並沒有否定向日本實行全面戰爭的決定。當時英國與日本聯絡花上兩個月至半年的時間，訓示到達後已經執行了攻擊，結果被日本的公使推翻訓示。
在英國留學的長州藩士伊藤俊輔及井上聞多得知四國聯合軍向下關攻擊，為了阻止戰爭緊急回國。他們從當地探訪知道英國的國力及技術較日本遠遠先進，他們認為戰爭是不可能取勝。
伊藤與井上花了三個月時間，在6月10日來到日本橫濱。與阿禮國面會並與藩主進行遊說。阿禮國使用軍艦將兩人送往豐後國返回長州。二人在藩廳與藩主毛利敬親及藩首腦部提出中止戰爭，但是長州藩仍然自認武功高強，維持抗戰狀態，最終遊說失敗。
6月19日、西方四国聯合警告幕府20日之内不解封海峽，將會行使他們的武力。

## 四國聯合艦隊的攻擊

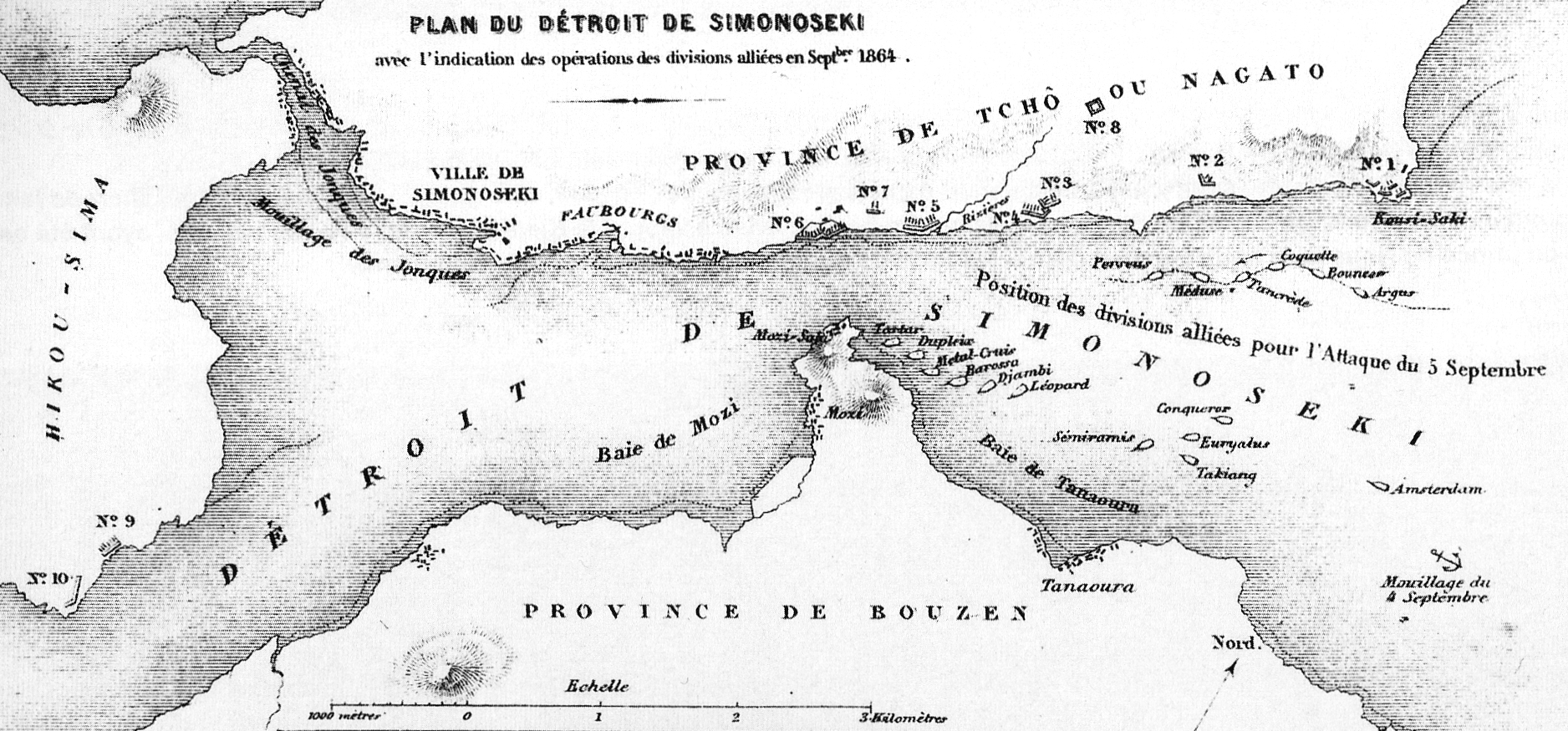
西方攻擊下關作戰地圖。

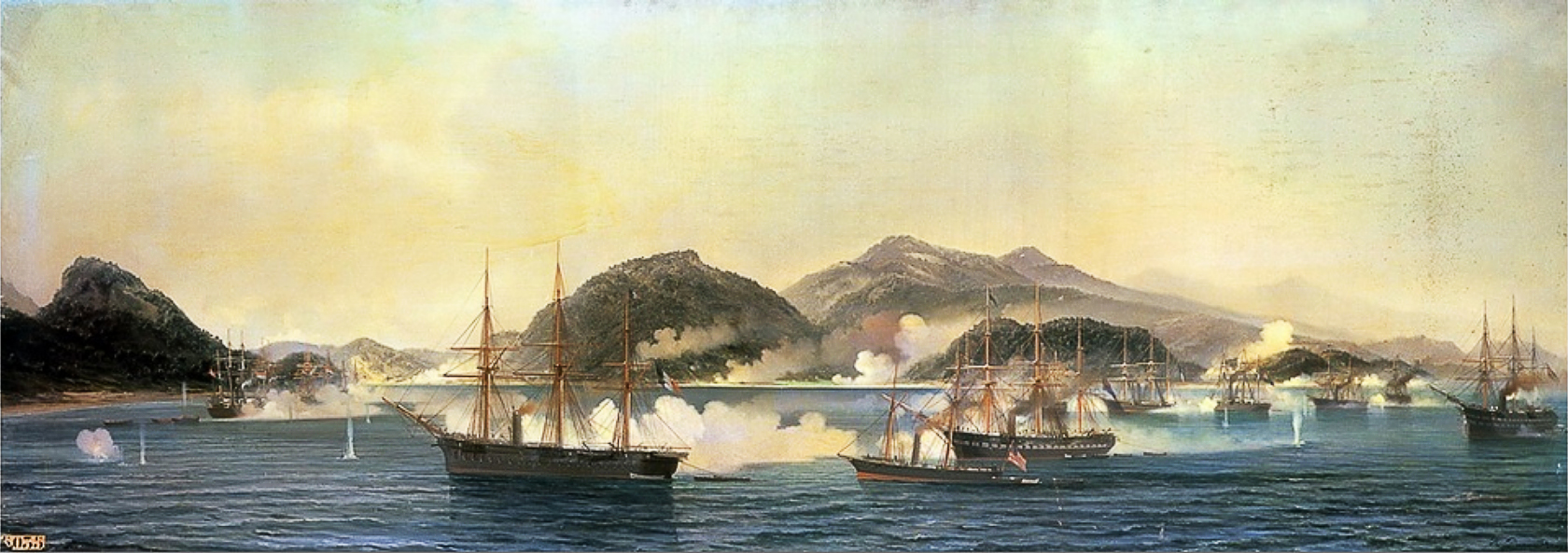
四國聯合艦隊向下關進行砲擊

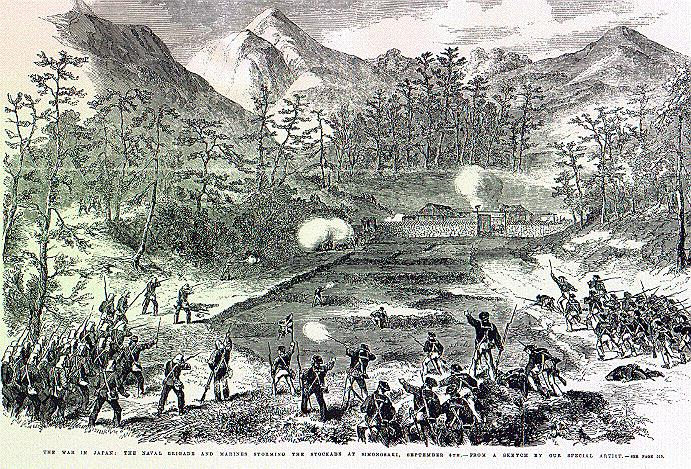
英軍陸戰隊進行上岸戰

1864年7月27日、28日總司令官Keupper中將（英）率領四國聯合艦隊從橫濱出發。四國聯合艦隊總共有17艘船、英軍出軍艦有9艘（砲164門）、法軍出軍艦有3艘（砲64門）、荷蘭出軍艦4艘（砲54門）、美軍出軍艦1艘（砲4門），總兵力約5000人。此外，英軍還預備一艘軍艦在橫濱待命，以及美軍也預備一艘軍艦跟陸軍分遣隊共1350人待命。
8月4日，藩廳預先得知四國聯合艦隊快將到達後,開始實行海峽通行的保障方針，藩廳方代表伊藤嘗試乘坐漁船先向艦隊交涉，但是聯合艦隊已經開始戰鬥,漁船根本無法進入戰場中來進行交涉。
而當日防守下關的長州藩兵力有奇兵隊（高杉在前年已被解任後所以當時總管是赤根武人）共有2000人、預備火砲有120門、下關守方部隊是由主力部隊禁門之變京都所派遣的部隊組成的。下關守方也清楚大砲數量不足，甚至使用木製砲來增加大砲數量。
8月5日下午，四國聯合艦隊依序從長府城山到前田、壇之浦長州砲台群進行猛烈砲擊。長州藩兵被聯合艦隊的壓倒性火力給壓制、岸上砲台逐步被擊破。此外聯合艦隊也提供砲擊支援來幫助陸戰隊上岸，迫使砲台守軍投降，陸戰隊佔據砲台並破壞砲台。
8月6日，守備壇之浦砲台奇兵隊軍監山縣有朋發現有拋錨的敵艦並趁機攻擊，拋錨的軍艦被突來的攻擊曾一度陷入混亂。但是被攻擊的軍艦不久恢復戰力並開始反擊，先攻擊的砲台守軍反而承受不住敵軍反擊而投降，接著陸戰隊佔據砲台後並破壞砲台。陸戰隊接著進入下關市街與長州藩士兵交戰。
8月7日、聯合艦隊艦隊進一步進攻位於彥島的長州藩砲台，陸戰隊上岸後有繳獲60門大砲。
8日8日、在上關與下關的岸上砲台已全數被破壞無法運作。剩下來的長州藩兵仍然沒有投降甚至使用過時的火器及傳統冷兵器如弓箭等武器繼續抵抗，結果可想而知殘餘的長州藩兵是無法跟使用新型步槍的聯合軍對抗,最終長州藩兵被擊敗。
戰役之後長州藩聲稱自身死傷有47人，聯合軍死傷有62人。

## 講和
8月8日由於日方戰爭大敗，由高杉晉作出任長州藩議和使者。家老宍戸備前的養子宍戸刑部的名義、來到四国連合艦隊旗艦Euryalus号在Keupper司令官決定舉行談判。英方翻譯薩道義察覺高杉仍然看不起對方，提出來的要求都被反對。
終在18日議和成立接受了5個條件。下關海峽外國船可自由通行、必定向外國售賣船的必需品、天氣差劣可以使船員在下關登陸，拆卸下關的砲台及300萬美元賠償金。
但是這裡賠償金部分，不是由長州藩提議而是幕府提議。這筆巨款是長州藩無法支付的金額。
是次談判四国聯合方面一致要求高杉租借彥島，不過高杉堅持拒絕，高杉努力防止彦島成為外國的領土，但當時對話沒有被記錄，後來交涉時長州藩的伊藤博文回憶時所說的說話，是否真實則難從考究。

## 下關賠款與退款
長州藩與聯盟進行和議講，盟軍要求300萬元的賠償額。英國的交涉條件則是要求租界，開放兵庫、新潟等港口以及江戶及大坂可以使外國人逗留居住，兵庫是京都最接近的地區，為免刺激朝廷，幕府首腦部決定搶當300萬賠償金。故由幕府先支付150萬，明治維新後新政府在1874年將餘額以分期償還。
明治16年（1883年）2月23日，美國總統切斯特·艾伦·阿瑟將不正当獲得的下關賠償金（78万5000元87仙）送還給日本。300萬賠償金當中的42萬由美國、法國、荷蘭3國获得，剩下的258万元由四國聯合艦隊瓜分，美國總共獲得78萬5000美元。
美國實際的損失是：
1. 美国船Pembroke号需時5天共1500元
2. 不能在長崎港停泊費用6500元
3. 對水手的傷害2000元

此外，因為懷俄明號的損傷對日本作出威壓並發生以後的事件，而聯合艦隊中的一艘商船獲得64萬5千美元。美國的損失總共不超過1萬美元。這筆賠償金額不獲得美國政府承認，因為以不合理的方法欺壓日本。國務部將日本的賠償金放在國庫的國債管理。其後明治5年（1872年）、美國國務卿汉密尔顿·菲什與森有禮會面的時候，日本側乘機向美國提出交還賠償金的要求。日本在明治22年（1889年）、將返還金當中140萬日圓擴建橫濱港（總成本是234萬圓），明治29年（1896年）5月完成。

## 戰後
長州藩在下關戰爭戰敗後，大致上開放派的人都已經知道攘夷是不可能的，於是開始了西化軍隊的努力。同時禁門之變勝利的幕府準備向長州藩攻擊（第一次長州征伐）。由於京都禁門之變與下關敗兩度敗陣，保守派從長州藩搶回主導權，11月處罰禁門之變相關人士，致使12月俗論黨保守派政權向倒幕派高杉晉作的奇兵隊起兵。但是慶應元年（1865年）西化較成功的高杉等部隊內戰卻取勝，這下換成長州藩的倒幕派掌握了主導權。終與坂本龍馬等人促成薩長同盟，日後更親近英國，加強軍備，轉向倒幕。第二次長州征討中，幕府被西化的地方軍打敗，實力不再，大政奉還成為了可能。

## 註釋

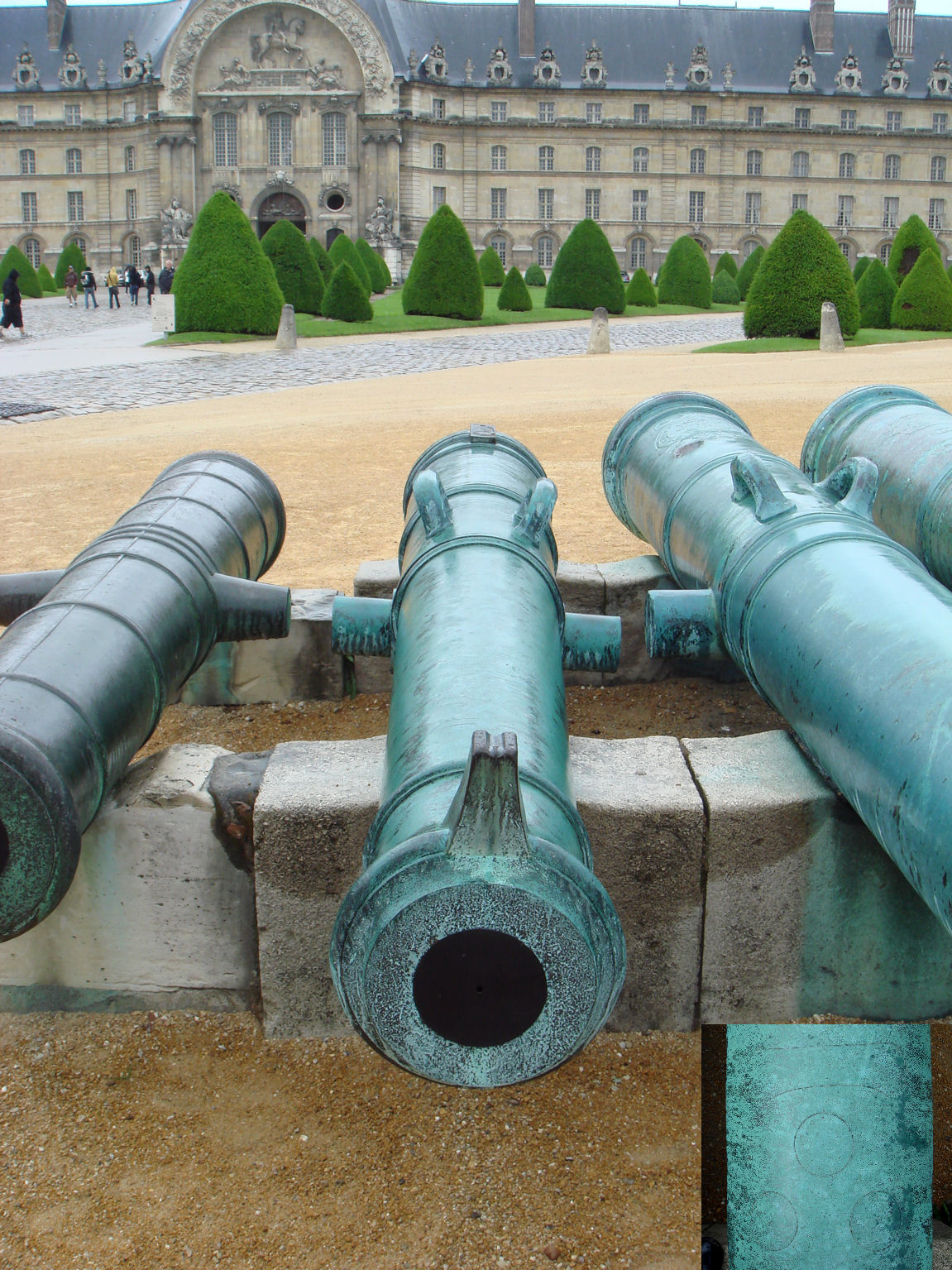
被法國海軍收回的長州藩大砲的一部份，現時在巴黎榮軍院顯出。

## 參看
- 薩長同盟
- 倒幕
- 薩摩藩
- 薩英戰爭
- 明治維新
- 義和團
- 八國聯軍
- 庚子賠款

## 外部連結
- Google Map
- 関門海峡（页面存档备份，存于）